# Мингьюр Драгпа Сенге
Мингьюр Драгпа Сенге (тиб. མི་འགྱུར་སྒྲགས་པ་སེང་གེ་) — 4-й Джамгон Конгтрул, один из высоких лам и держателей линии Карма Кагью тибетского буддизма.
4-й Джамгён Конгтрул Мингьюр Драгпа Сенге родился 17 декабря 1995 года в долине Катманду. Его отцом является Беру Кхьенце Ринпоче II, один из ближайших учеников Кармапы XVI.
Беру Кхьенце I — главное воплощение Джамьянга Кхьенце Вангпо — учителя и друга 1-го Джамгона Конгтрула Ринпоче. Таким образом, уже на протяжении нескольких поколений, эти две линии тулку поддерживают активность и перерождаются вблизи друг друга.
За день до его рождения Чогье Тричен Ринпоче в присутствии многих лам и тулку произнес свое пророчество: «Сегодня прибыл Джамгён Ринпоче».
В 1996 году, когда Его Святейшество Гьялва Кармапа ХVII Тринле Тхае Дордже прибыл в Бодхгаю, он впервые повстречался с младенцем Джамгёном Конгтрулом Ринпоче. Несмотря на свой юный возраст, перерожденец Ринпоче смог взять немного рисовых зерен и подбросить их, как это делают при подношении мандалы. Видя это, Кармапа воскликнул: «Это действительно перерождение Джамгёна». Затем он составил письмо о признании мальчика четвёртым перевоплощением Джамгона Конгтрула Лодрё Тхае и дал ему имя Карма Мингьюр Драгпа Сенге Тринле Кунхьяб Палзангпо. Кюнзиг Шамарпа также признал его перерождение.
В 1998 году, когда Далай-лама посещал Бодхгаю, Беру Кхьенце Ринпоче и юный тулку получили у него частную аудиенцию, где показали Его Святейшеству письмо о признании мальчика перерождением Джамгёна Конгтрула. Далай-лама XIV совершил для 4-го Джамгёна Конгтрула церемонию отрезания волос.
В 2000 году Пенор Ринпоче был приглашен в монастырь Карма в Бодхгае, где провел обширную и глубокую церемонию возведения на трон 4-го Джамгона Конгтрула Ринпоче. Он также подтвердил, что юный Ринпоче — реинкарнация великого Джамгона Конгтрула Лодрё Тхае.
С пятилетнего возраста он начал читать книги и запоминать обряды и практики собственной традиции. С 14 лет он учился в буддийском институте, где изучал тексты и буддийскую философию. На экзаменах он показал превосходные результаты, получил множество передач Ваджраяны как в линии Карма Кагью, так и в других школах. Также он получил передачу и устные наставления по практике Махамудры. В настоящее время он путешествует по разным странам мира, преподает и делится своими знаниями, чтобы вдохновить на практику буддизма.
В 2016 году Гьялва Кармапа ХVII Тринле Тхае Дордже вручил Джамгону Конгтрулу Красную Корону. Это был первый такой случай в истории линии перерождений Джамгёна Конгтрула.